# Erwin Wilhelm
Erwin Wilhelm (6 settembre 1926 – 16 febbraio 2012) è stato un calciatore tedesco, di ruolo centrocampista.

## Carriera

### Club
Giocò per due anni nel Borussia Neunkirchen.

### Nazionale
Con la nazionale della Saar collezionò una sola presenza senza segnare nessuna rete.